# 我が母の教えたまいし歌
「我が母の教えたまいし歌」（わがははのおしえたまいしうた、チェコ語：Kdyz mne stará matka）は、アントニン・ドヴォルザークが1880年にチェコの詩人アドルフ・ハイドゥークのチェコ語とドイツ語の詩集に作曲した作品55《ジプシー歌曲集》（Zigeunermelodien）の第4曲である。同曲集の中で、またドヴォルジャークの歌曲の中では最も有名で、フリッツ・クライスラーが《ユーモレスク (ドヴォルザーク)ユーモレスク 変ト長調》《遠き山に日は落ちて》《スラヴ舞曲 ホ短調》と同じくヴァイオリンとピアノのために編曲したことによって、いっそう有名になった。
日本語名の「我が母の教えたまいし歌」は、英語名“Songs My Mother Taught Me”からの訳であり、ドイツ語では、「老いた母さんが歌うことを私にまだ教えてくれた時 Als die alte Mutter mich noch lehrte singen」という題名と歌詞になっている。NHKでは「母が教えてくれた歌」と表記し、CDなどの音楽ソフトでもそのように表記されることが多い。
伝統的にソプラノ歌手によって好んで取り上げられており、歴史的にはネリー・メルバ、ジョーン・サザーランドらによって歌われてきた。またポール・ロブスンの愛唱歌としても知られている。
貫井徳郎の小説『光と影の誘惑』において、「我が母の教えたまいし歌」は、堀内敬三が訳したいくつかの歌曲とともに各章の章題に利用されている。